# Terrence J
Terrence Heathy Jenkins (ur. 21 kwietnia 1982 w Queens w Nowym Jorku) – amerykański prezenter telewizyjny, VJ telewizji BET, aktor i model, znany jako Terrence J. W latach 2006–2016 prowadził program 106 & Park.

## Filmografia

### filmy fabularne
- 2010: Krok do sławy 2 (Stomp the Yard 2: Homecoming) jako Ty
- 2010: Burleska jako Dave, DJ w klubie Tess
- 2012: Myśl jak facet (Think Like a Man) jako Michael Hanover, „Chłopiec Mamusi”
- 2012: Sparkle jako Red

### produkcje TV
- 2009: Kourtney i Khloé jadą do Miami
- 2006–2012–16: 106 & Park
- 2013: Big Time Rush